# 霸州西站
霸州西站位于中华人民共和国河北省廊坊市霸州市岔河集乡钱庄村，是津保铁路、津霸铁路上的车站，2015年12月28日启用营运，现由北京铁路局北京车务段管辖。

## 歷史
- 2015年12月28日通车启用。[4][5]